# Consell de Seguretat Nacional dels Estats Units
El Consell de Seguretat Nacional dels Estats Units (National Security Council o NSC) és una organització administrativa depenent directament del President dels EUA. Té un paper de consell, de coordinació i de vegades d'impuls sobre temes de política exterior, de seguretat nacional, i més generalment sobre el conjunt de qüestions estratègiques.